# Jingdian shiwen
Jingdian shiwen (chinesisch 經典釋文 / 经典释文, Pinyin Jīngdiăn shìwén, W.-G. Ching-tien shih-wen – „Erklärung der Klassiker /Klassiker mit Erklärungen und Kommentaren“), in der chinesischen Philologie häufig unter der Abkürzung Shiwen (释文), ist ein von dem chinesischen Klassikerwissenschaftler und Philologen Lu Deming (陸德明; 556-627) in der Zeit der Tang-Dynastie zusammengestelltes Wörterbuch, „das aus mehr als 230 Kommentaren zu den Klassikern die Aussprache der Perioden seit der Han-Zeit zu ermitteln versuchte“.

## Klassiker
Diese Klassiker waren das
Zhouyi 周易
Shangshu 尚书,
Maoshi 毛诗,
Zhouli 周礼,
Yili 仪礼,
Liji 礼记,
Chunqiu Zuo zhuan 春秋左传,
Chunqiu Gongyang zhuan 春秋公羊传,
Chunqiu Guliang zhuan 春秋谷梁传, Xiaojing 孝经,
Lunyu 论语,
Laozi 老子,
Zhuangzi 庄子
Erya 尔雅.
Es enthält wertvolle fanqie-Anmerkungen zur Aussprache der Schriftzeichen in den Texten der klassischen chinesischen Literatur, überwiegend konfuzianischen Texten aber auch daoistischen (Laozi und Zhuangzi). In dem Werk werden einige ältere Werke zitiert, die heute nur noch durch diese Zitate bekannt sind.
Von dem schwedischen Sinologen Bernhard Karlgren wurde es zusammen mit dem Reimwörterbuch Qieyun (切韵) aus dem Jahr 601 als die beiden Hauptquellen für die Rekonstruierung des Mittelchinesischen betrachtet.

## Ausgabe
- Sibu congkan 四部丛刊, fotografische Reproduktion einer Tongzhitang 通志堂-Ausgabe
- Shanghai: Shanghai guji chubanshe, 1985 (Bibliothekslink)